# Ray Harryhausen
Raymond Frederick (Ray) Harryhausen (Los Angeles, 29 juni 1920 – Londen, 7 mei 2013) was een Amerikaans filmregisseur, filmproducent, animator en vooral specialist in stop-motioneffecten.

## Biografie
Toen Ray Harryhausen 13 jaar oud was, zag hij in de bioscoop de film King Kong (1933). Hij was zo onder de indruk van de speciale effecten in die film, dat hij zichzelf alles over stop-motionfotografie begon te leren. Zijn eerste filmpje liet een door stop-motioneffecten bewegende allosaurus zien. Dit filmpje toonde hij aan Willis O'Brien, de verantwoordelijke man voor de effecten van King Kong. Deze was zeer onder de indruk van het werk van de jonge Ray. Hierna probeerde hij een eigen film te maken, getiteld Evolution, maar dat bleek uiteindelijk veel te veel tijd te kosten.
Het stukje dat hij al had gemaakt, waarbij een apatosaurus werd aangevallen door een allosaurus, gebruikte hij als demonstratiefilmpje. Hierdoor werd hij aangenomen door filmproducent George Pal. Na de Tweede Wereldoorlog maakte hij met Willis O'Brien de effecten voor de film Mighty Joe Young (1949). O'Brien kwam op de aftiteling te staan, hoewel Harryhausen het meeste werk had gedaan. Zijn volgende film The Beast from 20,000 Fathoms (1953) zou zijn grote doorbraak worden. Na enkele sciencefictionfilms maakte hij in 1958 de mythologische avonturenfilm The 7th Voyage of Sinbad. Andere door zijn effecten beroemde films zijn Jason and the Argonauts (1963), The Golden Voyage of Sinbad (1974), Sinbad and the Eye of the Tiger (1977) en Clash of the Titans (1981). In 1992 ontving hij een ere-Oscar voor zijn hele oeuvre.